# 뒤켄 요새
뒤켄 요새(Fort Duquesne, 원래는 프랑스어: Fort Du Quesne 포르 뒤 켄[*])는 1754년 프랑스에 의해 앨러게니강과 머논가힐라강이 합류하는 곳에 세워진 요새이다. 이후 영국군과 미국군에 의해 점령되어 미국 펜실베이니아주 피츠버그로 발전했다.
뒤켄 요새는 프랑스-인디언 전쟁으로 알려진 7년 전쟁 시기에 북미 전선에서 영국군에 의해 점령되기 전 프랑스군에 의해 파괴되었다. 영국은 1758년 이곳에 피트 요새(Fort Pitt)를 지어 뒤켄 요새를 대체했다. 두 요새의 위치는 현재 포인트 주립 공원이 점유하고 있으며, 두 요새의 터에는 벽돌이 놓여져 있다.

## 배경
앨러게니강과 머논가힐라강이 합류하여 오하이오강을 형성하는 곳에 지어진 뒤켄 요새는 주거와 교역을 통해 오하이오 영토를 통제할 수 있는 중요한 지정학적 위치에 있다고 간주되었다.

## 같이 보기
- 뒤켄 요새 전투

## 참고 문헌
- Anderson, Fred. Crucible of War: The Seven Years' War and the Fate of Empire in British North America, 1754–1766. New York: Knopf, 2000. ISBN 0-375-40642-5.
- Hunter, William A. Forts on the Pennsylvania Frontier, 1753–1758. Originally published 1960; Wennawoods reprint, 1999.
- Stotz, Charles Morse. Outposts Of The War For Empire: The French and English In Western Pennsylvania: Their Armies, Their Forts, Their People 1749–1764. Pittsburgh: University of Pittsburgh Press, 2005. ISBN 0-8229-4262-3.
- Withers, Alexander Scott; Draper, Lyman Copeland (1895). 《Chronicles of Border Warfare:》. Stewart & Kidd Company.